# Zdzisław Szkop
Zdzisław Szkop (ur. 26 listopada 1939 w Częstochowie, zm. 25 maja 2001) – polski hutnik i działacz socjalistyczny, poseł na Sejm PRL VI kadencji.

## Życiorys
Uzyskał wykształcenie średnie niepełne. W 1957 podjął pracę w Hucie im. Bolesława Bieruta w Częstochowie, gdzie pełnił funkcję brygadzisty. Był przewodniczącym Wydziałowego Koła Związku Młodzieży Socjalistycznej. Od 1970 zajmował stanowisko I sekretarza oddziałowej organizacji partyjnej Polskiej Zjednoczonej Partii Robotniczej na Wydziale Kolejowym. Zasiadał też w plenum Zarządu Głównego ZMS. W 1972 uzyskał mandat posła na Sejm PRL w okręgu Częstochowa. Zasiadał w Komisji Drobnej Wytwórczości, Spółdzielczości Pracy i Rzemiosła.
Został pochowany na cmentarzu Rakowskim w Częstochowie.